# Taenghwa

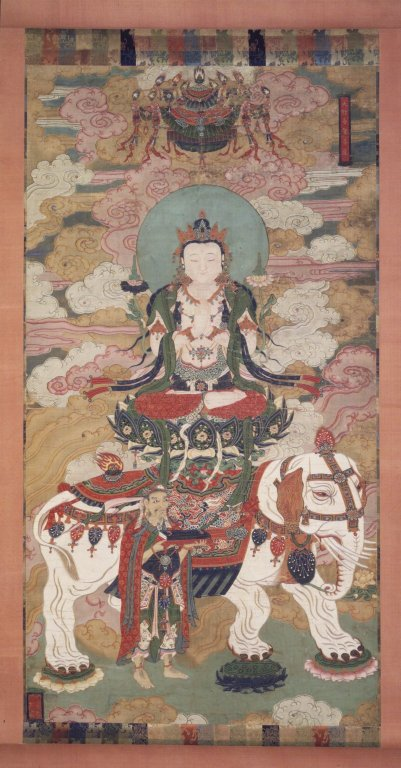
Exemple de Taenghwa. Peinture sur soie, rouleau vertical. Entre 1768 et 1833. Brooklyn Museum

Les taenghwa (hangeul : 탱화 ; hanja : 幀畵 ; litt. « Peinture suspendue ») sont des peintures coréenne d'inspiration bouddhique. À l'époque de la dynastie Joseon les taenghwa représentant le Buddha Sakyamuni, ou bien Amitabha ou une illustration des sutras étaient les images les plus sacrées et on les plaçait dans les halls les plus importants du temple.

L'arrivée de quatre Bouddha. Peinture sur soie, rouleau vertical, 90 x 74 cm. 1562. Musée national de Corée